# ユライ花
『ユライ花』（ゆらいばな）は、日本の歌手、中孝介の1stオリジナル・アルバム。アジア版タイトルは『花間道』（Hua Jian Dao）。　

## 解説
メジャー・デビュー曲「それぞれに」から、「花」までのシングル曲を収録した1stアルバム。全12曲収録。初回プレス盤は三方背BOX仕様。
タイトルの“ユライ（寄らい）”は、中の故郷・奄美大島の方言で寄り合うという意味。「花」を提供した森山直太朗・御徒町凧コンビを初め、「サヨナラのない恋」を提供した河口恭吾など数多くの音楽家がアルバム制作に集ったことから、参加した音楽家を花に例え、タイトルが名付けられた。
同年9月から10月まで、台湾公演を含む本作発売記念の初のライブツアーを開催した。

## 収録曲
| 01 | 花                       | 作詞：御徒町凧、作曲：森山直太朗、編曲：河野伸           | 4:43 |
| 02 | サヨナラのない恋         | 作詞・作曲：河口京吾、編曲：河野伸                       | 5:33 |
| 03 | それぞれに               | 作詞・作曲：江崎とし子、編曲：羽毛田丈史                 | 4:56 |
| 04 | 波の物語                 | 作詞：小林夏海、作曲・編曲：Solaya                       | 4:44 |
| 05 | Goin'on                  | 作詞：沢村直子、作曲・編曲：藤本和則                     | 4:46 |
| 06 | Ave Maria                | 作詞：Scott Walter、作曲：shubert、編曲：黒木千波留      | 3:27 |
| 07 | ひとさし指のメロディ     | 作詞：いしわたり淳治、作曲：紗希、編曲：羽毛田丈史       | 5:19 |
| 08 | 真昼の花火               | 作詞：いしわたり淳治、作曲：江崎とし子、編曲：羽毛田丈史 | 5:27 |
| 09 | 恋の栞                   | 作詞：いしわたり淳治、作曲：so-to、編曲：藤本和則        | 4:55 |
| 10 | 思い出のすぐそばで       | 作詞：秋元康、作曲：江崎とし子、編曲：羽毛田丈史         | 4:34 |
| 11 | 星空の下で               | 作詞：中孝介、作曲：鈴木秋則、編曲：上田禎               | 5:01 |
| 12 | 家路 (Acoustic Version.) | 作詞・作曲：江崎とし子                                   | 5:23 |

## 演奏
- 河野伸：Piano (#1.2)
- 村石雅行：Drums (#1.2)
- 渡辺等：Bass (#1.2.3.7)
- 金原千恵子ストリングス：Strings (#1.2.3.10)
- 古川昌義：Guitar (#2)
- 坂井芳彰：Percussion (#2)
- 西海孝
  - Guitar (#3)
  - Acoustic Guitar (#7.8.10)
- 梯郁夫：Percussion (#3.10)
- 羽毛田丈史
  - Piano (#3.7.8.10)
  - Programming (#8.10)
- 渡辺貴浩
  - Rhodes (#5)
  - Organ (#9)
- 鹿島達也
  - Wood Bass (#5)
  - Bass, Contrabass (#11)
- 黒木千波留
  - Piano (#6.12)
  - Programming (#6)
- 新井健：Electric Guitar (#6)
- 山本タカシ：Electric Guitar (#7)
- 佐野康夫：Drums (#7)
- 賈鵬芳：二胡 (#8)
- 有坂美香、日向彩、佐藤宏子：Back Chorus (#8)
- 石川具幸：Bass (#10)
- 吉野友加：Irish Harp (#10)
- 野口みお：Flute (#10)
- 庄司さとし：English Horn (#10)
- 江崎とし子：Chorus (#10)
- 榊󠄀原大祐：Drums (#11)
- 中森泰弘：Guitars (#11)
- 上田禎：Piano, Organ (#11)

## タイアップ
| 花                 | 薩摩酒造「さつま白波」CMソング                   |
| それぞれに         | J-WAVE「Jam the WORLD」エンディングテーマ        |
| 思い出のすぐそばで | 東宝配給映画「着信アリFinal」主題歌              |
| 家路               | 日本郵政公社「手紙って、ドキドキする。」CMソング |
| 家路               | J-WAVE『Jam the WORLD』エンディングテーマ        |
| 家路               | 毎日放送MBS PUSH OUT                             |